# Ядерна бомба Mark 18
Ядерна бомба Mark 18 — американська 500-кілотонна уранова бомба. Розроблялася Лос-Аламоською національна лабораторією паралельно з першими варіантами водневих боєприпасів і повинна була замінити їх у разі невдачі з ними.

## Конструкція
Mark 18 найпотужніша американська бомба заснована лише на реакції розподілу (без використання термоядерних реакцій). Заряд 92-лінзовий імплозівного типу, в його центрі розміщувалося ядро з високозбагаченого урану-235 масою 60 … 90 кг.
Корпус і система підриву Mark 18 не мали відмінностей від Mark 6.

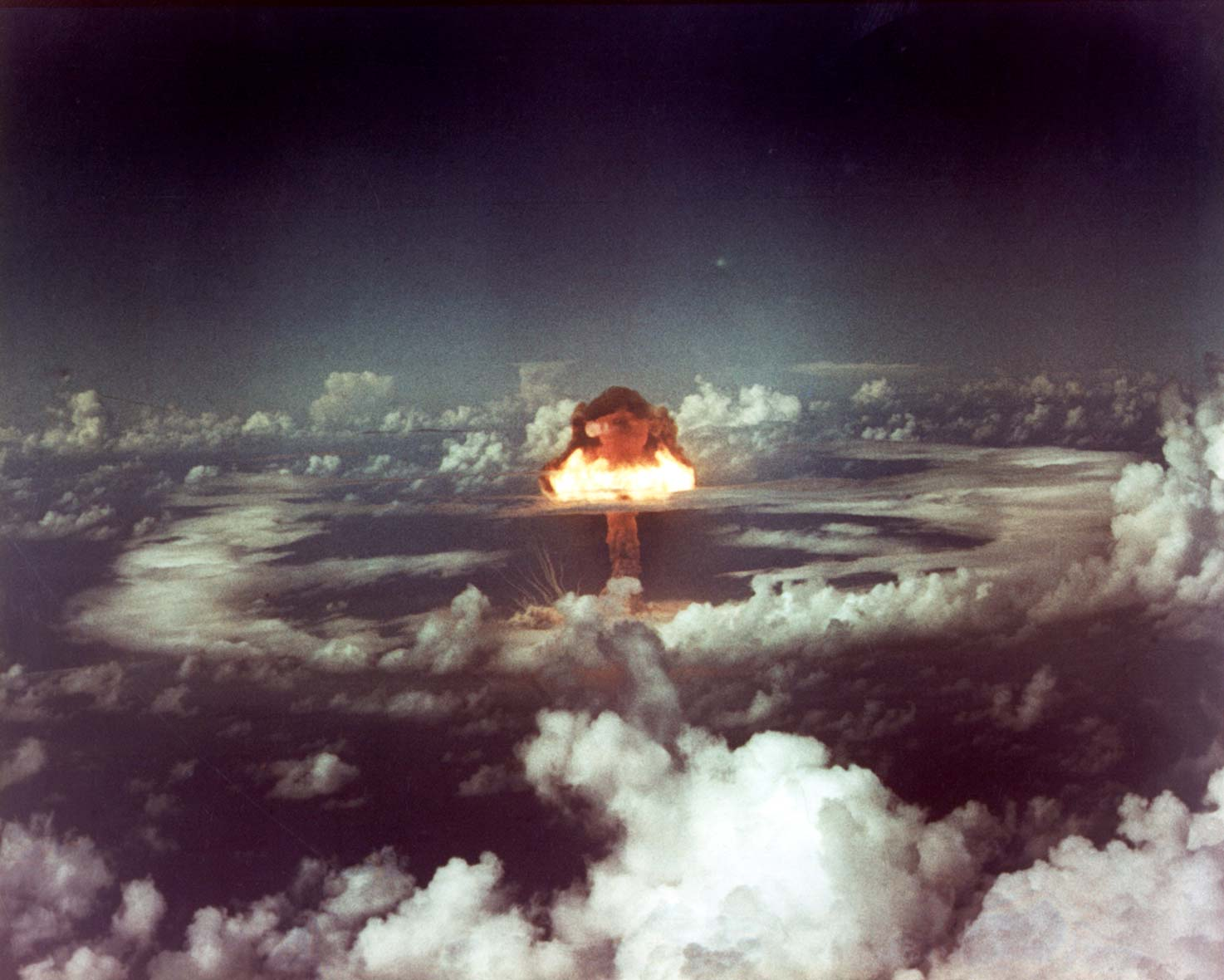
Тестовий вибух бомби конструкції Mark 18 SOB

## Виробництво
Бомба вироблялася серійно з липня 1953 р. по лютий 1955 р. Виробництво Мк.18 було припинено після успішних випробувань термоядерних бомб. Всього було виготовлено 90 штук, які переробили в стандартні Мк.6 в 1956 р.